# Ommatius gemma
Ommatius gemma là một loài ruồi trong họ Asilidae. Ommatius gemma được Brimley miêu tả năm 1928. Loài này phân bố ở vùng Tân Bắc giới.